# 長崎県第4区
長崎県第4区（ながさきけんだい4く）は、日本の衆議院における選挙区。1994年（平成6年）の公職選挙法改正で設置。

## 区域
2022年（令和4年）の公職選挙法改正で廃止され、新3区の一部となる。

### 2017年から2022年までの区域
2017年（平成29年）公職選挙法改正から2022年の小選挙区改定までの区域は以下のとおりである。2017年の小選挙区改定により、小値賀町が3区へ移動され、2区から西海市を編入された。
- 佐世保市（早岐・三川内・宮の各支所管内を除く）[5]
  - 本庁管内
  - 日宇地域・江上・針尾・相浦地域・中里皆瀬地域・大野・柚木・黒島・吉井・世知原・小佐々・江迎・鹿町の各支所管内
  - 宇久行政センター管内
- 平戸市
- 松浦市
- 西海市
- 北松浦郡
  - 佐々町

### 2013年から2017年までの区域
2013年（平成25年）公職選挙法改正から2017年の小選挙区改定までの区域は以下のとおりである。
- 佐世保市（早岐・三川内・宮の各支所管内を除く）[7]
  - 本庁管内
  - 日宇・江上・針尾・相浦・中里皆瀬・大野・柚木・黒島・吉井・世知原・小佐々・江迎・鹿町の各支所管内
  - 宇久行政センター管内
- 平戸市
- 松浦市
- 北松浦郡

### 2013年以前の区域
1994年（平成6年）公職選挙法改正から2013年の小選挙区改定までの区域は以下のとおりである。
- 佐世保市
- 平戸市
- 松浦市
- 北松浦郡

## 歴史
宮島大典が金子原二郎の地盤を引き継ぎ、一度は自民党から当選したが、保守分裂を経て北村誠吾に敗れると、その後民主党に移籍、第45回で国政に復帰した。この結果、長崎県内の小選挙区4区はすべて民主党が独占することになった。かつて「自民党：宮島・非自民（無所属）：北村」の構図で非自民の北村が制した争いを、この時は逆に「自民党：北村・非自民（民主党）：宮島」の構図で、同様に非自民の宮島が制する形になった。金子は長崎県知事から2010年の参議院議員選挙で国政に復帰した。
しかし第46回では宮島は北村に敗れて比例復活もできず、民主党は第45回とは逆に小選挙区での議席を全て失った。
2013年の選挙区割り変更で佐世保市の早岐支所管内・三川内支所管内・宮支所管内が4区から3区に、2017年の区割り変更で西海市が2区から4区に、北松浦郡小値賀町が4区から3区に移動した。
第47回・第48回でも北村が比例復活も許さず当選し続けたが、北村は地方創生担当大臣在任時の答弁や発言が問題視され、長崎県連が党本部に北村の公認申請を行わなかったなど、一時は保守分裂となる可能性が生じた。
結局、北村は第49回衆議院議員総選挙でも自民党からの公認を受けて当選したが、立憲民主党の末次精一に391票差まで迫られ、末次の比例復活を阻止できなかった。
第50回衆議院議員総選挙では長崎県内の選挙区が4から3に削減され、当選挙区は廃止となった。
北村は2023年5月20日に死去したため、同年10月22日に補欠選挙が行われ自民党新人で金子原二郎の長男の金子容三が初当選を果たした（長崎4区における最後の選挙）。4区の廃止後、金子容三は3区に移り再選を果たしている。

## 小選挙区選出議員
| 選挙名                   | 年                 | 当選者     | 党派       | 備考                                  |
| ------------------------ | ------------------ | ---------- | ---------- | ------------------------------------- |
| 第41回衆議院議員総選挙   | 1996年（平成8年）  | 金子原二郎 | 自由民主党 |                                       |
| 第41回衆議院議員補欠選挙 | 1998年（平成10年） | 宮島大典   | 自由民主党 | ※金子原二郎の長崎県知事選挙出馬に伴う |
| 第42回衆議院議員総選挙   | 2000年（平成12年） | 北村誠吾   | 無所属     |                                       |
| 第43回衆議院議員総選挙   | 2003年（平成15年） | 北村誠吾   | 自由民主党 |                                       |
| 第44回衆議院議員総選挙   | 2005年（平成17年） | 北村誠吾   | 自由民主党 |                                       |
| 第45回衆議院議員総選挙   | 2009年（平成21年） | 宮島大典   | 民主党     |                                       |
| 第46回衆議院議員総選挙   | 2012年（平成24年） | 北村誠吾   | 自由民主党 |                                       |
| 第47回衆議院議員総選挙   | 2014年（平成26年） | 北村誠吾   | 自由民主党 |                                       |
| 第48回衆議院議員総選挙   | 2017年（平成29年） | 北村誠吾   | 自由民主党 |                                       |
| 第49回衆議院議員総選挙   | 2021年（令和3年）  | 北村誠吾   | 自由民主党 |                                       |
| 第49回衆議院議員補欠選挙 | 2023年（令和5年）  | 金子容三   | 自由民主党 | ※北村誠吾の死去に伴う                 |

## 選挙結果
当日有権者数：243,185人　最終投票率：42.19%

| 当落 | 候補者名 | 年齢 | 所属党派   | 新旧 | 得票数   | 得票率 | 推薦・支持     |
| ---- | -------- | ---- | ---------- | ---- | -------- | ------ | -------------- |
| 当   | 金子容三 | 40   | 自由民主党 | 新   | 53,915票 | 53.48% | 公明党推薦     |
|      | 末次精一 | 60   | 立憲民主党 | 前   | 46,899票 | 46.52% | 社会民主党推薦 |

時の内閣：第1次岸田内閣 解散日：2021年10月14日 公示日：2021年10月19日
当日有権者数：25万4人 最終投票率：55.08%（前回比：2.3%） （全国投票率：55.93%（2.25%））
| 当落 | 候補者名 | 年齢 | 所属党派   | 新旧 | 得票数   | 得票率 | 惜敗率 | 推薦・支持 | 重複 |
| ---- | -------- | ---- | ---------- | ---- | -------- | ------ | ------ | ---------- | ---- |
| 当   | 北村誠吾 | 74   | 自由民主党 | 前   | 55,968票 | 42.06% | ――     | 公明党推薦 |      |
| 比当 | 末次精一 | 58   | 立憲民主党 | 新   | 55,577票 | 41.76% | 99.30% |            | ○    |
|      | 萩原活   | 61   | 無所属     | 新   | 16,860票 | 12.67% | 30.12% |            | ×    |
|      | 田中隆治 | 78   | 無所属     | 新   | 4,675票  | 3.51%  | 8.35%  |            | ×    |

- 萩原は自由民主党所属の佐世保市議会議員だったが、離党して無所属で立候補した。

時の内閣：第3次安倍第3次改造内閣 解散日：2017年9月28日 公示日：2017年10月10日
当日有権者数：26万1478人 最終投票率：57.38%（前回比：4.94%） （全国投票率：53.68%（1.02%））
| 当落 | 候補者名 | 年齢 | 所属党派   | 新旧 | 得票数   | 得票率 | 惜敗率 | 推薦・支持         | 重複 |
| ---- | -------- | ---- | ---------- | ---- | -------- | ------ | ------ | ------------------ | ---- |
| 当   | 北村誠吾 | 70   | 自由民主党 | 前   | 73,899票 | 50.79% | ――     | 公明党推薦         | ○    |
|      | 宮島大典 | 54   | 希望の党   | 元   | 61,137票 | 42.02% | 82.73% | 民進党長崎県連推薦 | ○    |
|      | 石川悟   | 65   | 日本共産党 | 新   | 10,459票 | 7.19%  | 14.15% |                    |      |

- 宮島は2019年4月の長崎県議会議員選挙に立候補し当選。2023年4月、佐世保市長選挙に立候補し当選。
- 末次は3区から希望の党公認で立候補したが落選。

時の内閣：第2次安倍改造内閣 解散日：2014年11月21日 公示日：2014年12月2日
当日有権者数：23万9820人 最終投票率：52.44%（前回比：7.99%） （全国投票率：52.66%（6.66%））
| 当落 | 候補者名 | 年齢 | 所属党派   | 新旧 | 得票数   | 得票率 | 惜敗率 | 推薦・支持 | 重複 |
| ---- | -------- | ---- | ---------- | ---- | -------- | ------ | ------ | ---------- | ---- |
| 当   | 北村誠吾 | 67   | 自由民主党 | 前   | 61,533票 | 50.39% | ――     | 公明党推薦 | ○    |
|      | 宮島大典 | 51   | 民主党     | 元   | 42,690票 | 34.96% | 69.38% |            | ○    |
|      | 末次精一 | 52   | 生活の党   | 新   | 9,303票  | 7.62%  | 15.12% |            | ○    |
|      | 石川悟   | 62   | 日本共産党 | 新   | 6,319票  | 5.17%  | 10.27% |            |      |
|      | 森拓也   | 45   | 無所属     | 新   | 2,268票  | 1.86%  | 3.69%  |            | ×    |

時の内閣：野田第3次改造内閣 解散日：2012年11月16日 公示日：2012年12月4日 最終投票率：60.43% （全国投票率：59.32%（9.96%））
| 当落 | 候補者名 | 年齢 | 所属党派     | 新旧 | 得票数   | 得票率 | 惜敗率 | 推薦・支持   | 重複 |
| ---- | -------- | ---- | ------------ | ---- | -------- | ------ | ------ | ------------ | ---- |
| 当   | 北村誠吾 | 65   | 自由民主党   | 前   | 81,771票 | 51.28% | ――     | 公明党推薦   | ○    |
|      | 宮島大典 | 49   | 民主党       | 前   | 53,918票 | 33.81% | 65.94% | 国民新党推薦 | ○    |
|      | 末次精一 | 50   | 日本未来の党 | 新   | 17,269票 | 10.83% | 21.12% | 新党大地推薦 | ○    |
|      | 石川悟   | 60   | 日本共産党   | 新   | 6,500票  | 4.08%  | 7.95%  |              |      |

時の内閣：麻生内閣 解散日：2009年7月21日 公示日：2009年8月18日 （全国投票率：69.28%（1.77%））
| 当落 | 候補者名 | 年齢 | 所属党派   | 新旧 | 得票数   | 得票率 | 惜敗率 | 推薦・支持 | 重複 |
| ---- | -------- | ---- | ---------- | ---- | -------- | ------ | ------ | ---------- | ---- |
| 当   | 宮島大典 | 46   | 民主党     | 元   | 97,912票 | 50.29% | ――     |            | ○    |
| 比当 | 北村誠吾 | 62   | 自由民主党 | 前   | 93,428票 | 47.99% | 95.42% |            | ○    |
|      | 山田孝一 | 58   | 幸福実現党 | 新   | 3,354票  | 1.72%  | 3.43%  |            |      |

時の内閣：第2次小泉改造内閣 解散日：2005年8月8日 公示日：2005年8月30日 （全国投票率：67.51%（7.65%））
| 当落 | 候補者名 | 年齢 | 所属党派   | 新旧 | 得票数   | 得票率 | 惜敗率 | 推薦・支持 | 重複 |
| ---- | -------- | ---- | ---------- | ---- | -------- | ------ | ------ | ---------- | ---- |
| 当   | 北村誠吾 | 58   | 自由民主党 | 前   | 97,174票 | 50.74% | ――     |            | ○    |
|      | 宮島大典 | 42   | 民主党     | 元   | 67,088票 | 35.03% | 69.04% |            | ○    |
|      | 今川正美 | 58   | 社会民主党 | 元   | 27,240票 | 14.22% | 28.03% |            | ○    |

時の内閣：第1次小泉第2次改造内閣 解散日：2003年10月10日 公示日：2003年10月28日 （全国投票率：59.86%（2.63%））
| 当落 | 候補者名 | 年齢 | 所属党派   | 新旧 | 得票数    | 得票率 | 惜敗率 | 推薦・支持 | 重複 |
| ---- | -------- | ---- | ---------- | ---- | --------- | ------ | ------ | ---------- | ---- |
| 当   | 北村誠吾 | 56   | 自由民主党 | 前   | 100,767票 | 61.59% | ――     |            | ○    |
|      | 今川正美 | 56   | 社会民主党 | 前   | 53,557票  | 32.73% | 53.15% |            | ○    |
|      | 中尾武憲 | 60   | 日本共産党 | 新   | 9,284票   | 5.67%  | 9.21%  |            |      |

時の内閣：第1次森内閣 解散日：2000年6月2日 公示日：2000年6月13日 （全国投票率：62.49%（2.84%））
| 当落 | 候補者名 | 年齢 | 所属党派   | 新旧 | 得票数   | 得票率 | 惜敗率 | 推薦・支持 | 重複 |
| ---- | -------- | ---- | ---------- | ---- | -------- | ------ | ------ | ---------- | ---- |
| 当   | 北村誠吾 | 53   | 無所属     | 新   | 66,515票 | 35.57% | ――     |            | ×    |
|      | 宮島大典 | 37   | 自由民主党 | 前   | 62,595票 | 33.48% | 94.11% |            | ○    |
| 比当 | 今川正美 | 52   | 社会民主党 | 新   | 39,808票 | 21.29% | 59.85% |            | ○    |
|      | 山下千秋 | 52   | 日本共産党 | 新   | 9,757票  | 5.22%  | 14.67% |            |      |
|      | 赤木一生 | 44   | 自由連合   | 新   | 8,312票  | 4.45%  | 12.50% |            | ○    |

当日有権者数：人　最終投票率：%

| 当落 | 候補者名 | 年齢 | 所属党派   | 新旧 | 得票数   | 得票率 | 推薦・支持 |
| ---- | -------- | ---- | ---------- | ---- | -------- | ------ | ---------- |
| 当   | 宮島大典 | 34   | 自由民主党 | 新   | 86,181票 | 43.58% |            |
|      | 松田九郎 | 75   | 自由党     | 元   | 67,614票 | 34.19% |            |
|      | 吉村庄二 | 58   | 社会民主党 | 新   | 37,697票 | 19.06% |            |
|      | 清水秀記 | 47   | 日本共産党 | 新   | 6,282票  | 3.18%  |            |

時の内閣：第1次橋本内閣 解散日：1996年9月27日 公示日：1996年10月8日 （全国投票率：59.65%（8.11%））
| 当落 | 候補者名   | 年齢 | 所属党派   | 新旧 | 得票数   | 得票率 | 惜敗率 | 推薦・支持 | 重複 |
| ---- | ---------- | ---- | ---------- | ---- | -------- | ------ | ------ | ---------- | ---- |
| 当   | 金子原二郎 | 52   | 自由民主党 | 前   | 95,117票 | 50.36% | ――     |            | ○    |
|      | 松田九郎   | 74   | 新進党     | 元   | 56,403票 | 29.86% | 59.30% |            |      |
|      | 山崎泉     | 54   | 民主党     | 前   | 29,424票 | 15.58% | 30.93% |            | ○    |
|      | 中尾武憲   | 53   | 日本共産党 | 新   | 7,092票  | 3.76%  | 7.46%  |            |      |
|      | 藤浪敬司   | 52   | 自由連合   | 新   | 825票    | 0.44%  | 0.87%  |            | ○    |